# ویکو (فیلم ۱۹۶۶)
ویکو (انگلیسی: Waco) فیلمی در ژانر وسترن است که در سال ۱۹۶۶ منتشر شد. از بازیگران آن می‌توان به هاوارد کیل، جین راسل و برایان دانلوی اشاره کرد.